# GNU Privacy Guard
GNU Privacy Guard (eller kort GnuPG eller GPG) är ett fritt program tillhörandes GNU-projektet som används för att kryptera, dekryptera, signera och verifiera exempelvis e-brev och filer. GNU Privacy Guard följer IETF-standarden OpenPGP fullt ut (RFC2440). GNU Privacy Guard är huvudsakligen skrivet av Werner Koch.

## Funktion
OpenPGP använder sig av hybridkryptering vilket innebär att både asymmetrisk och symmetrisk kryptering används. Det krävs mycket beräkningskapacitet för att kryptera långa textmeddelanden med asymmetriska krypteringsnycklar. Därför krypteras meddelandet först med en symmetrisk krypteringsnyckel, en sessionsnyckel, som sedan i sin tur krypteras asymmetriskt. I den asymmetriska krypteringen används mottagarens publika nyckel för att kryptera den symmetriska sessionsnyckeln, som sedan dekrypteras av mottagaren då denne använder sig av sin privata nyckel.
Genom att den publika nyckeln används vid kryptering och den privata vid dekryptering så gör sig avsändaren viss om att endast mottagaren kan dekryptera innehållet, givetvis förutsatt att mottagaren håller sin privata nyckel hemlig för omgivningen.

## Nyckelservrar
Ett problem vid traditionell kryptering, där både avsändaren och mottagaren använder en och samma nyckel både för kryptering och dekryptering, är hanteringen av krypteringsnycklar. Detta kommer man runt i OpenPGP genom att använda en privat och en publik nyckel.
Från nyckelservrar, exempelvis pgp.mit.edu, kan man hämta en mottagares publika nyckel under förutsättning att mottagaren laddat upp den till servern. Självklart återstår problemet med att autentisera en nedladdad publik nyckel. Av denna anledning ordnas med jämna mellanrum så kallade nyckelsigneringspartyn där deltagarna träffas för att signera varandras nycklar.